# Monty Ross
Monty Ross (Omaha, 7 marzo 1957) è un produttore cinematografico, attore e regista statunitense.

## Biografia
Negli anni settanta incontrò il regista afroamericano Spike Lee al Morehouse College, e diventò il suo migliore amico e il produttore di molti suoi film, da Lola Darling (1986) a Clockers (1995). Partecipò come attore anche ad altri film di Lee, come Joe's Bed-Stuy Barbershop: We Cut Heads e Malcolm X.
Nel 1996 debuttò nella regia, dirigendo il film d'azione Reasons.

## Filmografia

### Produttore
- Lola Darling (She's Gotta Have It) di Spike Lee (1986)
- Aule turbolente (School Daze) di Spike Lee (1988)
- Fa' la cosa giusta (Do the Right Thing) di Spike Lee (1989)
- Mo' Better Blues di Spike Lee (1990)
- Jungle Fever di Spike Lee (1991)
- Malcolm X di Spike Lee (1992)
- Crooklyn di Spike Lee (1994)
- Clockers di Spike Lee (1995)
- Reasons di Monty Ross (1996)
- Escaping Jersey di Jan Marlyn Reesman (2001)
- Keep the Faith, Baby di Doug McHenry (film TV) (2002)

### Attore
- Joe's Bed-Stuy Barbershop: We Cut Heads di Spike Lee (1983)
- Lola Darling (She's Gotta Have It) di Spike Lee (1986)
- Mo' Better Blues di Spike Lee (1990)
- Malcolm X di Spike Lee (1992)

### Regista
- Reasons (1996)
- The Book (2008)